# Mytilus

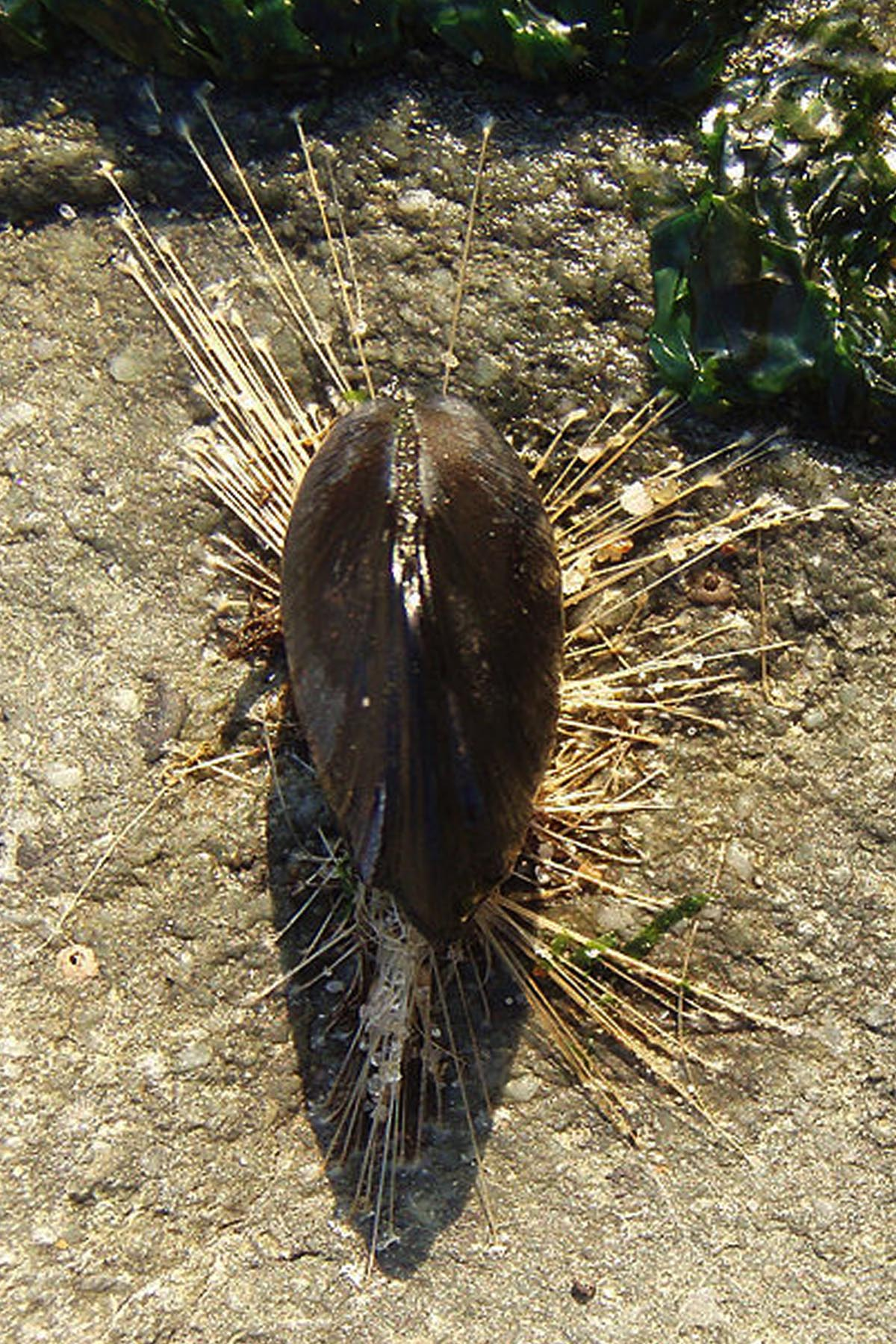
Mexilhões do género Mytilus da Califórnia, mostrando os fios do bisso.

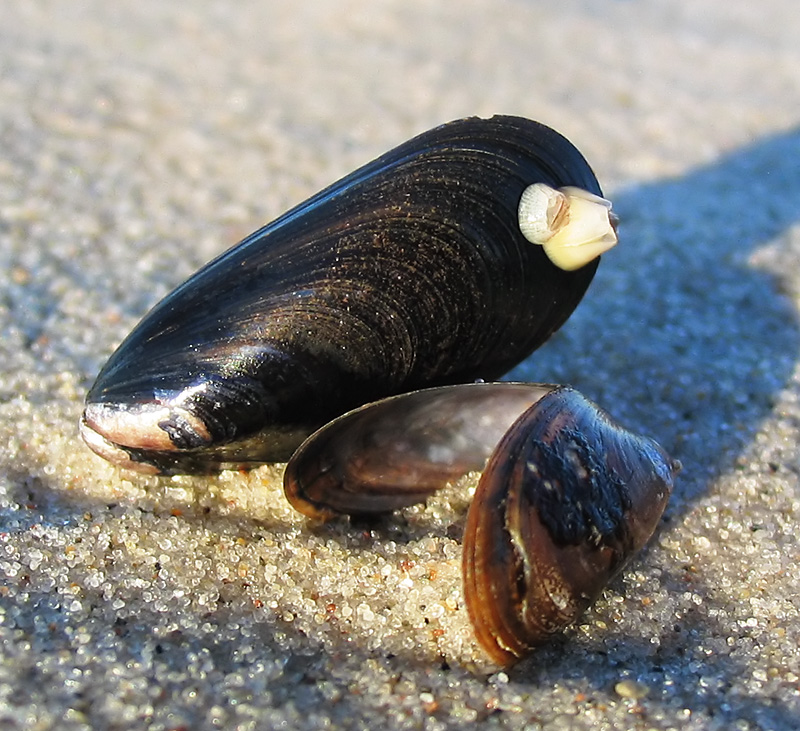
Mexilhão.

Mytilus é um género de moluscos bivalves pertencentes à família Mytilidae da ordem Mytiloida, maioritariamente de água salgada. Com distribuição cosmopolita, o género inclui a maior parte das espécies marinhas conhecidas pelo nome comum de mexilhões, entre as quais algumas espécies comestíveis e com interesse comercial (Mytilus edulis e Mytilus galloprovincialis) por serem de média a grande dimensão.

## Descrição
Os mexilhões são animais sésseis que vivem nas zonas intertidais, fixos pelo bisso às rochas costeiras. A sua concha é negra azulada, sem ornamentação a não ser as linhas de crescimento. A sua charneira é disodonte. Entre os predadores naturais do mexilhão encontra-se a estrela-do-mar.
São usados com frequência como indicador de poluição marinha, devido à sua habilidade de filtração aquática como forma de obter nutrientes. 
Tal como a ostra, o mexilhão tem a capacidade de produzir pérolas, algumas delas com grande valor no mercado. 

## Espécies
O Mytilus edulis existe na costa atlântica da Europa, enquanto que o Mytilus galloprovincialis existe na região mediterrânica e na costa atlântica portuguesa. A espécie atlântica é mais alongada, enquanto que a mediterrânica tem o umbo recurvado para baixo. O género Mytilus inclui as seguintes espécies:
- Mytilus californianus Conrad, 1837  — mexilhão-da-califórnia;
- Mytilus coruscus Gould, 1861  — mexilhão-da-coreia (costas do Mar do Japão e Península da Coreia);
- O complexo específico de Mytilus edulis:
  - Mytilus edulis Linnaeus, 1758  —  mexilhão-azul-comestível;
  - Mytilus galloprovincialis Lamarck, 1819  — mexilhão-do-mediterrâneo;
  - Mytilus planulatus Lamarck, 1826  — mexilhão-azul-australiano;
  - Mytilus platensis d'Orbigny, 1842  (= M. chilensis Hupe, 1854 ) — mexilhão-azul-chileno;
  - Mytilus trossulus Gould, 1850  — mexilhão-falso.

## Uso humano
Os mexilhões do género Mytilus são explorados desde há milénios para consumo humano em múltiplas áreas costeiras das regiões temperadas e frias de todos os oceanos. Várias espécies são utilizada em maricultura, que no caso é por vezes referida por mitilicultura.
Os mexilhões fazem parte da dieta dos países europeus onde se encontram naturalmente. Em Portugal, a forma mais típica como os pescadores a consumiam era assada numa telha sobre brasas.
Na região costeira da Califórnia, mexilhões fazem parte da dieta dos ameríndios desde pelo menos há 12 000 anos.